# Cotman Ash
Cotmans Ash est un hameau de le district de Sevenoaks, dans le comté du Kent.